# 효안황후
효안황후 진씨(孝安皇后 陳氏, 가정 15년 1월 29일(1536년 2월 20일) ~ 만력 24년 7월 13일(1596년 8월 6일))은 융경제의 황후이자 계실이다. 통주(通州) 출신이며, 아버지는 고안백(固安伯) 진경행(陳景行)이다.

## 생애
가정 37년(1558년), 유왕비 이씨(裕王妃 李氏)가 서거한 이후, 유왕계비(裕王繼妃)로 책봉이 된다. 융경제가 즉위한 이후, 황후로 격상한다. 융경 2년(1568년), 어린 유왕세자(裕王世子) 주익균(朱翊鈞)이 세자로 책봉된다. 융경 6년(1572년), 융경제가 붕어하고 태자가 만력제로 즉위하자, 황후 진씨와 생모인 황귀비 이씨(皇貴妃 李氏)는 황태후로 격상한다. 만력 24년 7월 (1596년), 황태후 진씨는 붕어한다.

## 존호, 시호, 능호
존호는 만력제 즉위후에 인성황태후(仁聖皇太后)였고, 만력 6년(1578년)에는 존호를 추가하여 인성정의황태후(仁聖貞懿皇太后)라고 하였고, 만력 10년(1582년)에는 다시 존호를 추가하여 인성정의강정황태후(仁聖貞懿康靜皇太后)라고 하였다.
시호는 효안정의공순온혜좌천홍성황후(孝安貞懿恭純溫惠佐天弘聖皇后)이다. 능호는 소릉(昭陵)이며, 신주는 봉선전(奉先殿)에 모셔져있다.